# Bleu Majorelle
Cet article court présente un sujet plus développé dans : Jacques Majorelle.

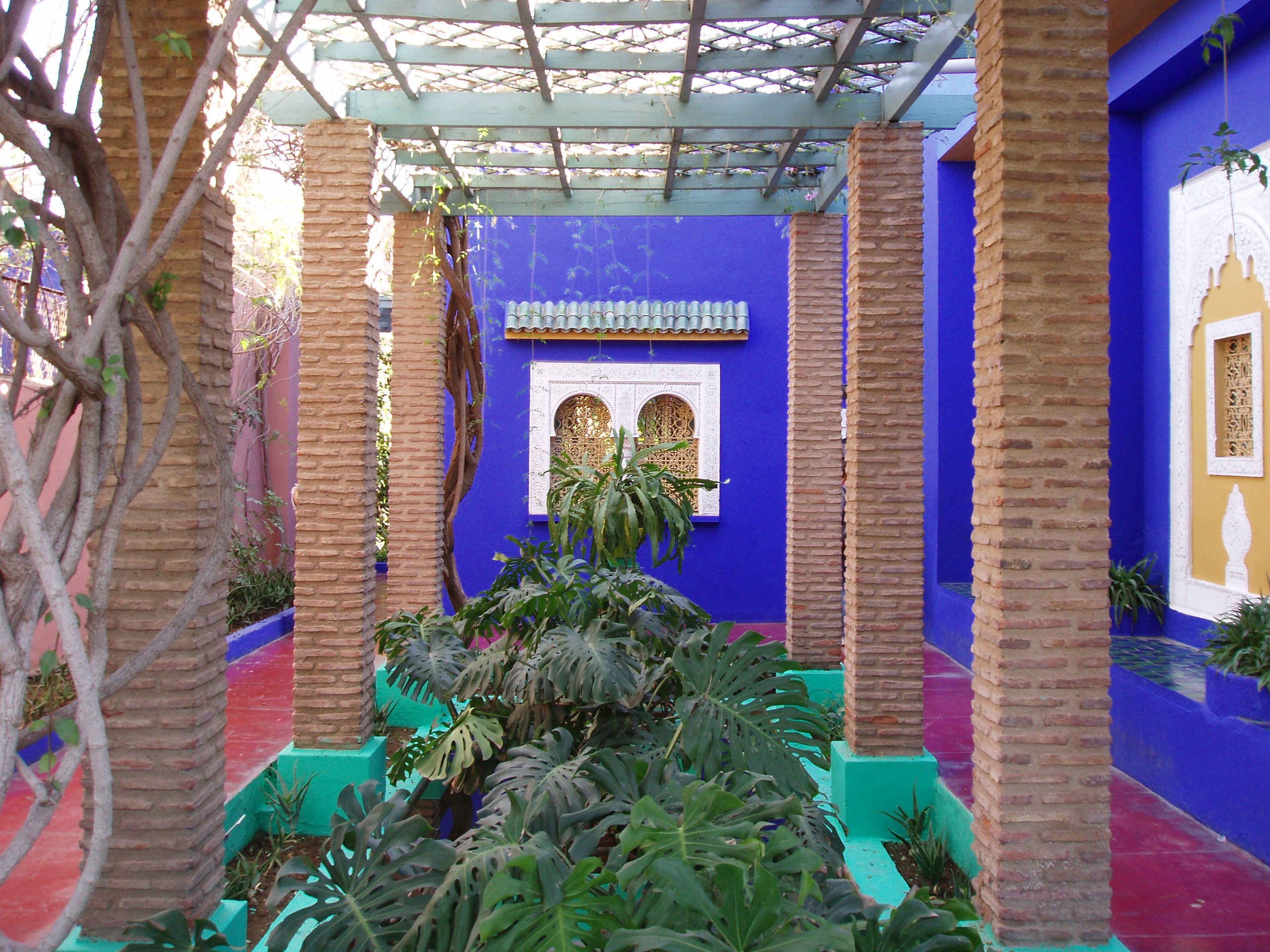
Un mur peint en bleu Majorelle.

Le bleu Majorelle est un nom de couleur de fantaisie, inspiré par celle des murs du jardin du peintre français Jacques Majorelle. Il désigne une teinte obtenue avec du bleu outremer synthétique, dit aussi bleu Guimet.